# Enarotali Airport
Enarotali Airport är en flygplats i Indonesien.   Den ligger i provinsen Papua, i den östra delen av landet, 3 300 km öster om huvudstaden Jakarta. Enarotali Airport ligger 1 770 meter över havet. Den ligger vid sjön Danau Paniai.
Terrängen runt Enarotali Airport är kuperad åt sydost, men åt nordväst är den platt. Runt Enarotali Airport är det ganska glesbefolkat, med 42 invånare per kvadratkilometer. I omgivningarna runt Enarotali Airport växer i huvudsak städsegrön lövskog.